# Szentmária (Turócszentmártoni járás)
Szentmária (1899-ig Kis-Szoczócz-Szentmária, szlovákul Turčianská Mara vagy Svätá Mara) Szocóc településrésze, egykor önálló falu Szlovákiában, a Zsolnai kerületben, a Turócszentmártoni járásban. Kisszocóc és Szentmária települések egyesítésével jött létre.

## Fekvése

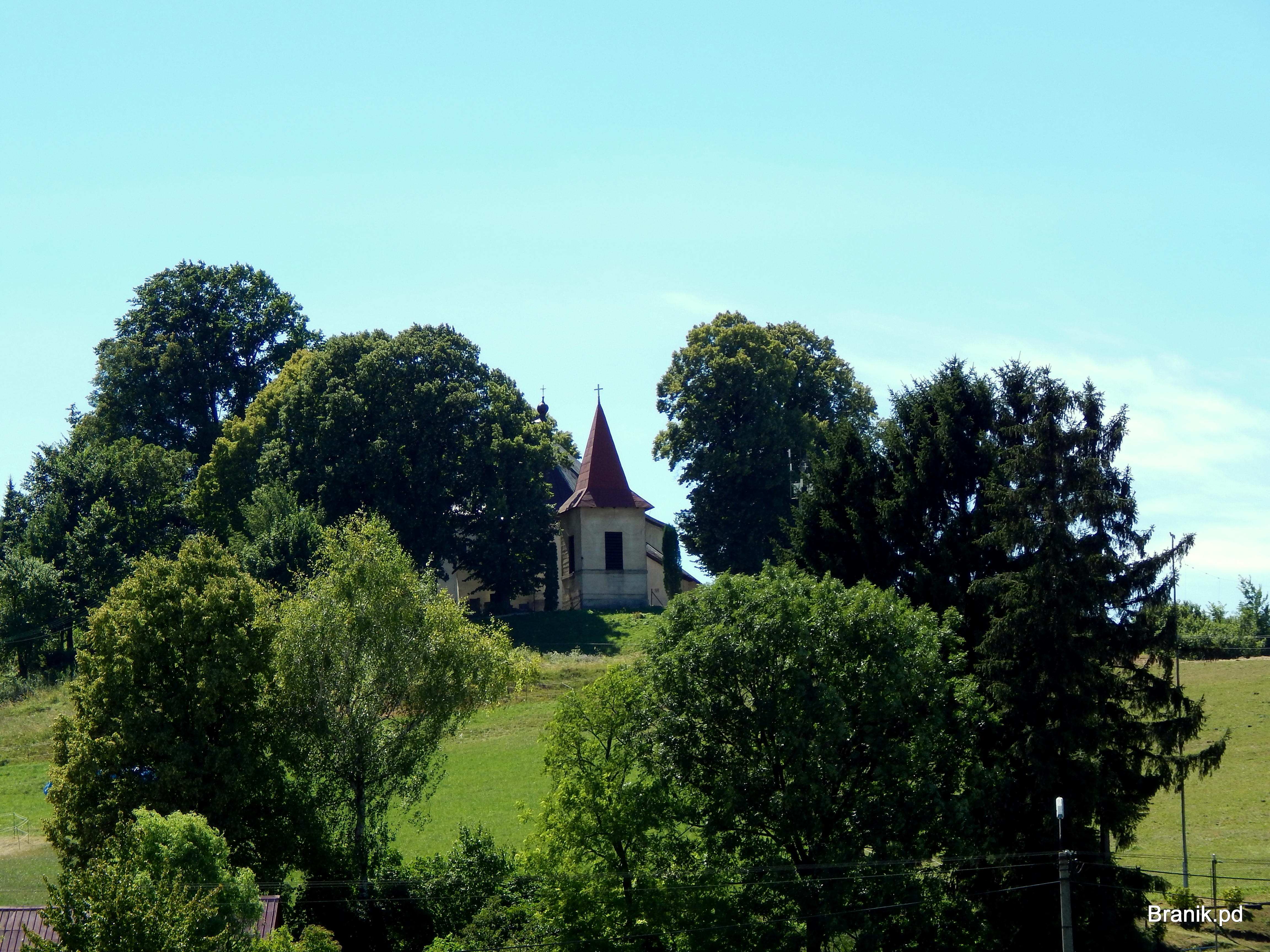
A templom

Turócszentmártontól 18 km-re délre fekszik. Szocóc északi részét alkotja.

## Története
A falut, plébániáját és templomát 1258-ban említik először, amikor IV. Béla király adománylevelében István kőfaragó fiainak, Benedeknek és Péternek adja. 1265-ben divéki Budimir a turóci kolostornak adta. 1273-ban Recsk comes fiának birtoka. 1639-ben egyháza ecclesia Virginis néven szerepel. A 18. században a turócszentmártoni plébániáé. 1715-ben 4 adózója volt. 1785-ben 17 házában 142 lakos élt. 1828-ban 16 háza volt 145 lakossal, akik főként mezőgazdasággal foglalkoztak. 1910-ben 123, túlnyomórészt szlovák lakosa volt. A trianoni diktátumig Turóc vármegye Stubnyafürdői járásához tartozott.
1943-ban csatolták Szocóchoz.

## Nevezetességei
Szűz Mária tiszteletére szentelt római katolikus temploma a 13. században épült, a 16. században a déli mellékhajóval bővítették. A 18. században átépítették. Belseje késő gótikus. Madonna-szobra 1500 körül készült, kő keresztelőmedencéje 15. századi.

## Lásd még
- Szocóc